# Yohandri Granado
Yohandri José Granado González (5 de septiembre de 1999) es un deportista venezolano que compite en taekwondo. Ganó dos medallas de oro en el Campeonato Panamericano de Taekwondo, en los años 2022 y 2024.

## Palmarés internacional
| Campeonato Panamericano | Campeonato Panamericano      | Campeonato Panamericano | Campeonato Panamericano |
| Año                     | Lugar                        | Medalla                 | Categoría               |
| ----------------------- | ---------------------------- | ----------------------- | ----------------------- |
| 2022                    | Punta Cana (Rep. Dominicana) | Medalla de oro          | –58 kg                  |
| 2024                    | Río de Janeiro (Brasil)      | Medalla de oro          | –63 kg                  |